# Kadmea

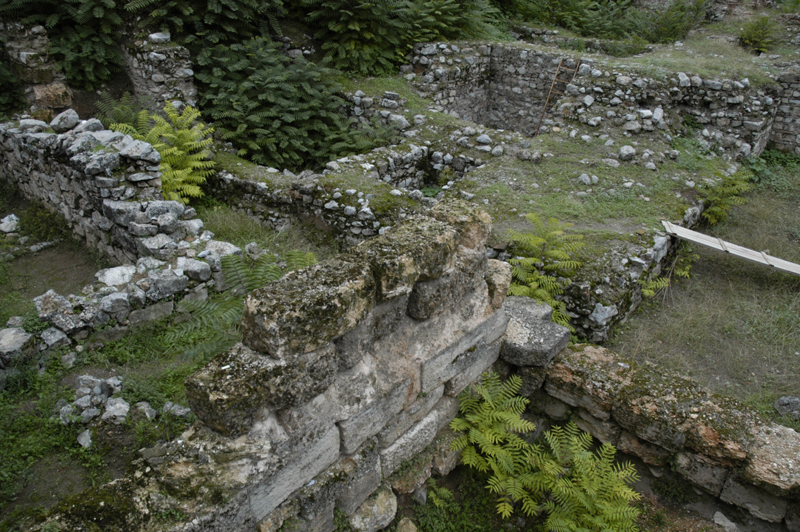
Pozostałości Kadmei

Kadmea, także Kadmeja (gr. Καδμεία Kadmeia) – w mitologii greckiej miasto założone przez Kadmosa w Beocji z polecenia wyroczni w Delfach. Także nazwa tebańskiej akropolis, cytadeli, wokół której wyrosły późniejsze Teby. Jest ich nazwą pierwotną, o zabarwieniu poetyckim. W roku 382 p.n.e. twierdzę zajęli w marszu pod Olint Spartanie. Dokonano jednocześnie zamachu oligarchicznego. Trzy lata później, w 379 p.n.e., demokraci tebańscy pod wodzą Pelopidasa, przy finansowym wsparciu Aten, zmusili do kapitulacji garnizon spartański i przywrócili w Tebach demokrację. 